# BMX féminin aux Jeux olympiques d'été de 2016
Navigation
Londres 2012 Tokyo 2020
Le BMX féminin, épreuve de BMX des Jeux olympiques d'été de 2016, a lieu du 17 au 19 août 2016 au Centre olympique de BMX.

## Résultats

### Manche de répartition
| Rang | Cycliste             | Pays       | Temps    | Écart    |
| ---- | -------------------- | ---------- | -------- | -------- |
| 1    | Mariana Pajón        | Colombie   | 34 s 508 | —        |
| 2    | Caroline Buchanan    | Australie  | 34 s 752 | +0 s 244 |
| 3    | Laura Smulders       | Pays-Bas   | 35 s 114 | +0 s 606 |
| 4    | Stefany Hernandez    | Venezuela  | 35 s 202 | +0 s 694 |
| 5    | Simone Christensen   | Danemark   | 35 s 251 | +0 s 743 |
| 6    | Elke Vanhoof         | Belgique   | 35 s 325 | +0 s 817 |
| 7    | Brooke Crain         | États-Unis | 35 s 435 | +0 s 837 |
| 8    | Alise Post           | États-Unis | 35 s 509 | +1 s 001 |
| 9    | Merle van Benthem    | Pays-Bas   | 35 s 644 | +1 s 136 |
| 10   | Lauren Reynolds      | Australie  | 35 s 666 | +1 s 158 |
| 11   | Yaroslava Bondarenko | Russie     | 35 s 682 | +1 s 174 |
| 12   | Manon Valentino      | France     | 36 s 377 | +1 s 869 |
| 13   | Amanda Carr          | Thaïlande  | 36 s 464 | +1 s 956 |
| 14   | Nadja Pries          | Allemagne  | 37 s 152 | +2 s 644 |
| 15   | Priscilla Carnaval   | Brésil     | 37 s 534 | +3 s 026 |
| 16   | María Gabriela Díaz  | Argentine  | 40 s 073 | +5 s 565 |

### Demi-finales

#### Demi-finale 1
| Place | Cycliste            | Pays       | 1re manche | 1re manche | 2e manche      | 2e manche | 3e manche      | 3e manche | Total | Notes |
| Place | Cycliste            | Pays       | Temps      | Rang       | Temps          | Rang      | Temps          | Rang      | Total | Notes |
| ----- | ------------------- | ---------- | ---------- | ---------- | -------------- | --------- | -------------- | --------- | ----- | ----- |
| 1     | Mariana Pajón       | Colombie   | 34 s 642   | 1          | 35 s 098       | 1         | 34 s 479       | 1         | 3     | Q     |
| 2     | Alise Post          | États-Unis | 35 s 480   | 3          | 35 s 117       | 2         | 35 s 417       | 3         | 8     | Q     |
| 3     | Stefany Hernandez   | Venezuela  | 35 s 282   | 2          | 52 s 695       | 7         | 34 s 912       | 2         | 11    | Q     |
| 4     | Manon Valentino     | France     | 36 s 226   | 5          | 35 s 448       | 3         | 35 s 744       | 4         | 12    | Q     |
| 5     | María Gabriela Díaz | Argentine  | 39 s 669   | 8          | 38 s 965       | 4         | 38 s 625       | 5         | 17    |       |
| 6     | Amanda Carr         | Thaïlande  | 36 s 869   | 6          | 39 s 782       | 5         | 43 s 217       | 7         | 18    |       |
| 7     | Simone Christensen  | Danemark   | 35 s 631   | 4          | 48 s 134       | 6         | 1 min 21 s 312 | 8         | 18    |       |
| 8     | Merle van Benthem   | Pays-Bas   | 37 s 378   | 7          | 1 min 47 s 817 | 8         | 39 s 990       | 6         | 21    |       |

#### Demi-finale 2
| Place | Cycliste             | Pays       | 1re manche | 1re manche | 2e manche | 2e manche | 3e manche      | 3e manche | Total | Notes |
| Place | Cycliste             | Pays       | Temps      | Rang       | Temps     | Rang      | Temps          | Rang      | Total | Notes |
| ----- | -------------------- | ---------- | ---------- | ---------- | --------- | --------- | -------------- | --------- | ----- | ----- |
| 1     | Laura Smulders       | Pays-Bas   | 34 s 938   | 2          | 34 s 670  | 1         | 34 s 670       | 1         | 4     | Q     |
| 2     | Brooke Crain         | États-Unis | 35 s 095   | 3          | 35 s 405  | 2         | 34 s 891       | 2         | 7     | Q     |
| 3     | Elke Vanhoof         | Belgique   | 35 s 350   | 4          | 36 s 834  | 6         | 35 s 570       | 3         | 13    | Q     |
| 4     | Yaroslava Bondarenko | Russie     | 35 s 800   | 5          | 35 s 310  | 3         | 36 s 126       | 5         | 13    | Q     |
| 5     | Caroline Buchanan    | Australie  | 34 s 523   | 1          | 35 s 405  | 4         | 1 min 21 s 586 | 8         | 13    |       |
| 6     | Lauren Reynolds      | Australie  | 35 s 800   | 6          | 53 s 373  | 7         | 36 s 017       | 4         | 17    |       |
| 7     | Nadja Pries          | Allemagne  | 36 s 864   | 7          | 36 s 683  | 5         | 38 s 540       | 7         | 19    |       |
| 8     | Priscilla Carnaval   | Brésil     | 36 s 949   | 8          | 54 s 183  | 8         | 38 s 210       | 6         | 22    |       |

### Finale
| Rang                                | Cycliste             | Pays       | Temps          |
| ----------------------------------- | -------------------- | ---------- | -------------- |
| Médaille d'or, Jeux olympiques      | Mariana Pajón        | Colombie   | 34 s 093       |
| Médaille d'argent, Jeux olympiques  | Alise Post           | États-Unis | 34 s 435       |
| Médaille de bronze, Jeux olympiques | Stefany Hernandez    | Venezuela  | 34 s 755       |
| 4                                   | Brooke Crain         | États-Unis | 35 s 520       |
| 5                                   | Yaroslava Bondarenko | Russie     | 36 s 017       |
| 6                                   | Elke Vanhoof         | Belgique   | 39 s 538       |
| 7                                   | Laura Smulders       | Pays-Bas   | 1 min 52 s 235 |
| 8                                   | Manon Valentino      | France     | 2 min 41 s 109 |